# Modální hlas
Modální hlas je hlasový rejstřík nejčastěji používaný ve většině jazyků při mluveném projevu a zpěvu. Rovněž je to pojem používaný v lingvistice pro nejběžnější vytváření samohlásek. Pojem "modální" odkazuje na druh rezonance hlasivek. To znamená, že optimální kombinace proudění vzduchu a napětí hrtanu přináší maximální vibrace.
V lingvistice je modální hlas jedinou fonací samohlásek a dalších sonor (souhlásky m, n, l, a r) většiny světových jazyků, ačkoli menšina porovnává modální hlas s dalšími druhy fonace. Mezi vlastní konsonanty (obstruenty) (souhlásky jako k, g, ch, j, s, a  z), což je velmi běžné pro jazyky, které mají rozdíl mezi znělostí modálního hlasu a neznělostí, ačkoli v angličtině mnohé údajně znělé vlastní konsonanty nemají ve většině prostředí žádnou znělost.
V logopedii je modální rejstřík jedním ze čtyř identifikovatelných rejstříků v rámci lidského hlasu. Leží nad pulzním rejstříkem a překrývá spodní části falzetu. Tento názor také přijalo mnoho hlasových pedagogů, přestože někteří hlasoví pedagogové mohou zastávat jiný pohled na hlasový rejstřík. Ve zpěvu modální rejstřík také překrývat část fistule. Dobře vyškolený zpěvák nebo řečník dokáže v modální registru vytvářet hlas v rozsahu dvou a více oktáv s konzistentním vytvářením, krásou tónu, dynamickou škálou a vokální svobodou. Modální rejstřík začíná a končí na různých místech v rámci lidského hlasu. Umístění modální rejstříku v rámci individuálního lidského hlasu je jedním z klíčových rozhodujících faktorů při identifikaci druhu hlasu.

## Fyziologické procesy při vytváření modální rejstříku
V rejstříku modálního hlasu jsou délka, napětí a hmota hlasivek ve stavu neustálé změny, která způsobí kolísání že frekvence vibrací hlasivek. Jak tón stoupá, hlasivky se prodlužují a zvyšuje se jejich napětí a jejich okraje se ztenčují. Pokud se mluvčí nebo zpěvák snaží udržet kterýkoli z těchto faktorů konstantní a narušuje tak jejich progresivní stav mění hlasovou funkci hrtanu na statickou a nakonec dojde ke zlomům, které se výsledně projeví na vokální kvalitě. Zatímco někteří vokální pedagogové identifikovali tyto zlomy jako hranice rejstříku nebo oblasti přechodu mezi rejstříky, jiní vokální pedagogové si myslí, že tyto zlomy jsou důsledkem hlasových problémů které byly způsobeny statickým hrtanovým přizpůsobením, které neumožňuje, aby se takovéto změny uskutečnily. 

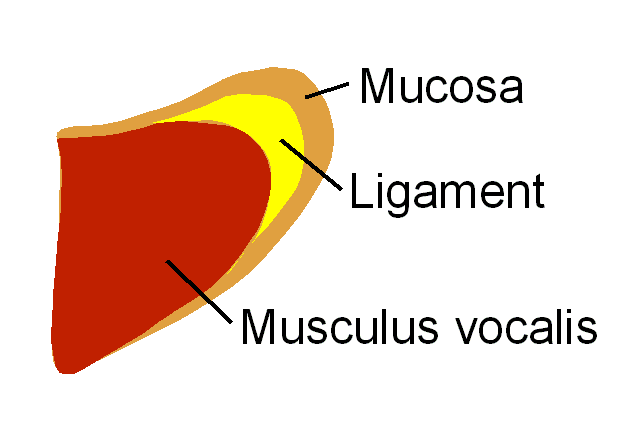
Schéma hlasivek: sliznice, vaz, hlasivkový sval

Glotální cycklus, modální hlas

Hlasivky jsou při nízkých tónech silné a mají tvar klínu. Díky této tloušťce jsou velké části protichůdných ploch hlasiveky uvedeny do styku a hlasivková štěrbina zůstává uzavřená po značnou dobu v každém cyklu. Hlasivková štěrbina se prvně otevírá dole a až po té nahoře. Tohle hlasivkám dodává plynulý pohyb podobný vlnám. Modální hlas má široké harmonické spektrum bohaté na alikvotní tóny, což je způsobeno díky tomuto valivému pohybu hlasivek. Modální hlas je v porovnání s ostatními hlasovými rejstříky poměrně hlasitý díky přítomné vibrační energii, ale je schopen dynamické variace.
Při nejnižších tónech jsou aktivní pouze thyroarytenoidní svaly, ale jak tón stoupá, krikoarytenoidní svaly se zapojí do procesu, čímž se hlasivky začnou prodlužovat. Jak se podélné napětí zvyšuje, hlasivková štěrbina má tendenci mít uprostřed mezeru. Aby se tato tendence vyrovnala, zapojí se laterální krikoarytenoidní svaly vytažením se dopředu při svalovém procesu arytenoidního svalu. Tento proces je někdy označován jako mediální komprese.
Kromě protahování hlasivek a jejich rostoucího napětí během stoupání tónu, protichůdné plochy hlasivek, které se mohou dotýkat, se čím dál tím víc zmenšují, zatímco se okraje hlasivek ztenčují. Základní druh vibrací nebo fonační vzor zůstává stejný se zapojením celých hlasivek, ale vertikální odchylky nejsou tak velké a valivý pohyb není tak zřejmé, jak tomu bylo u nízkých tónů modálního rejstříku. Přibližujeme se fyzickým limitům síly vnitřních thyroarytenoidních svalů nebo hlasivkových svalů. Abychom mohli zpívat nebo mluvit nad touto tónovou hranicí, náš hlas musí přijmout nové fonační vzory, aby mohl změnit rejstřík.